# John Banister
John Banister est un botaniste, entomologiste et conchyliologiste britannique né en 1650 à Twigworth, dans le Gloucestershire, et mort en mai 1692 sur la rivière Roanoke en Virginie.

## Biographie
Il fait ses études au Magdalen College d’Oxford et obtient son Bachelor of Arts en 1671 et son Master of Arts en 1864. Il est ordonné prêtre de l’Église d'Angleterre en 1676. Il est envoyé comme missionnaire en Virginie en 1678. Il s’installe comme planteur vers 1690 afin de financer ses recherches en botanique.
Passionné très jeune par la botanique, il commence à constituer un herbier et une collection d’histoire naturelle en suivant le modèle du Natural History of Oxfordshire (1677) de Robert Plot (1640-1696).
Il fait parvenir ses spécimens à de nombreux naturalistes et ils sont nombreux à les utiliser dans leurs publications. Comme Martin Lister (1638-1712) dans son Historia conchyliorum (1686-1688), John Ray (1627-1705) dans son Historia plantarum (volumes deux et trois, 1688 et 1704), Leonard Plukenet (1642-1706) dans son Phytographia (1691-1705) et Robert Morison (1620-1683) dans son Plantarum historiae (volume trois, 1699). Banister n’est l’auteur d’aucune publication personnelle mais quelques-unes de ses lettres sont publiées par Lister dans les Philosophical Transactions of the Royal Society, par James Petiver (v. 1663-1718) dans Monthly Miscellany et Philosophical Transactions. Certains utilisent ses observations sans même le mentionner comme Robert Beverley (?-1686 ou 1687) dans son History and Present State of Virginia (1705).
Ses collections et ses catalogues, où il décrit quelque 340 espèces de plantes, sont acquis par Sir Hans Sloane (1660-1753) et rejoignent plus tard le British Museum.
Il se tue en montagne lors d'un herborisation. 